# Szegyelnyikovói járás

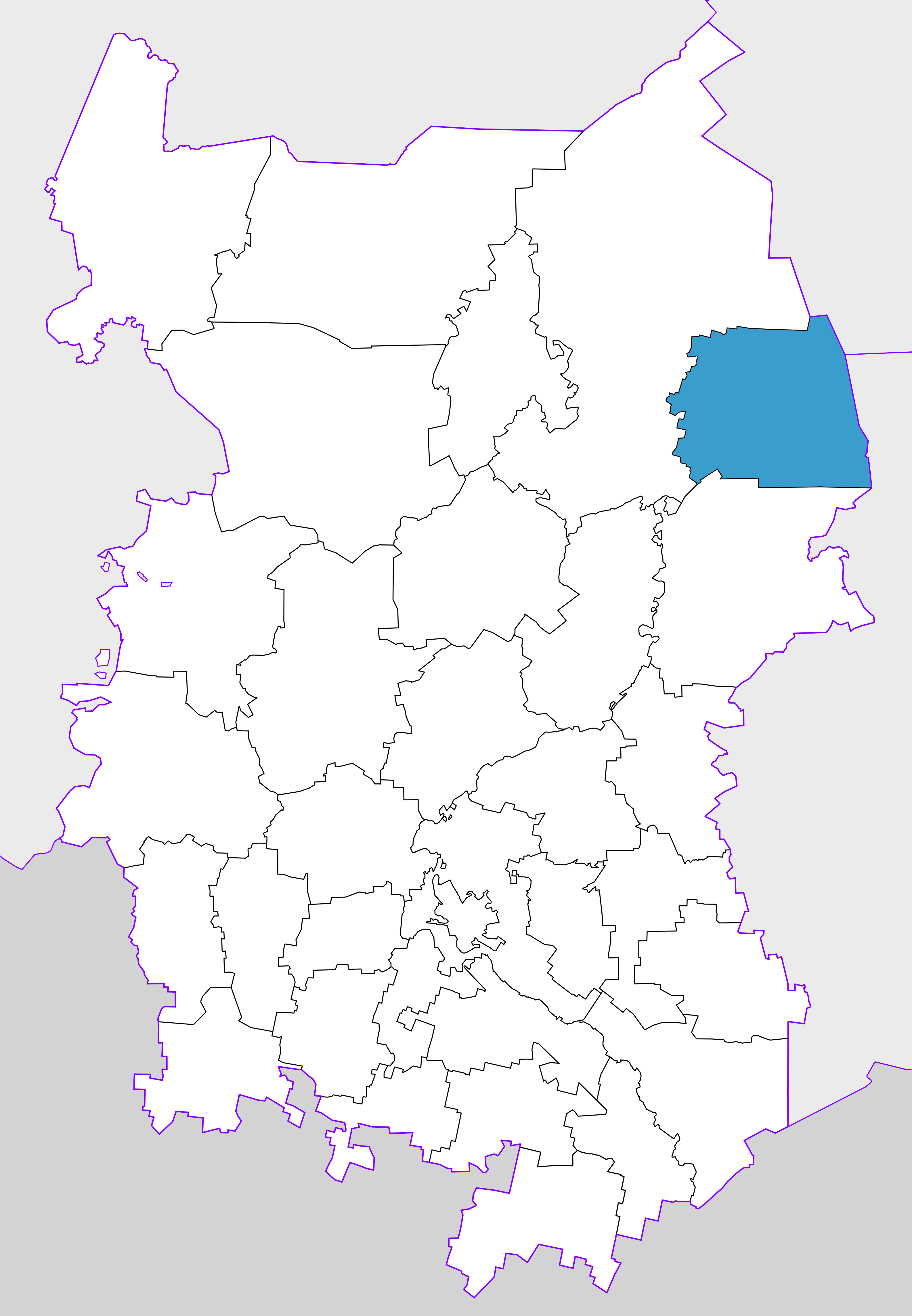
A Szegyelnyikovói járás az Omszki területen

A Szegyelnyikovói járás (oroszul Седельниковский район) Oroszország egyik járása az Omszki területen. Székhelye Szegyelnyikovo.

## Népesség
- 1989-ben 12 890 lakosa volt.
- 2002-ben 12 211 lakosa volt, melynek 92,4%-a orosz, 2,3%-a tatár, 1,9%-a észt, 1,2%-a német, 0,7%-a ukrán.
- 2010-ben 10 943 lakosa volt, melynek 92,8%-a orosz, 2,7%-a tatár, 1%-a német, 0,5%-a ukrán, 0,1%-a kazah.